# Mikael Åkerfeldt
Lars Mikael Åkerfeldt (født 17. april 1974 i Stockholm, Sverige) er en svensk musiker og kendt som forsanger, guitarist og leder af dødsmetalbandet Opeth. Udover Opeth har Åkerfeldt tidligere været forsanger i et andet dødsmetalband ved navn Bloodbath. Åkerfeldt har en unik evne til at synge rent på den ene side, men har på den anden side samtidigt også evnen til at udføre traditionelle dødsmetalbrøl. Den 15. august 2003 blev Mikael Åkerfeldt gift med Anna med hvem han 13. september 2004 fik en datter.